# Nodonota margaretae
Nodonota margaretae es una especie de insecto coleóptero de la familia Chrysomelidae.
Fue descrita científicamente en 1980 por Schultz.